# Biorhiza pallida
Дубовая корневая орехотворка, или же биориза бледная (лат. Biorhiza pallida) — вид перепончатокрылых насекомых из подсемейства Cynipinae в составе семейства цинипид (Cynipidae). Жизненный цикл насекомого связан с различными видами дубов.

## Этимология
Родовое название Biorhiza могло быть образовано путём сливания двух слов древнегреческого происхождения: βίος с др.-греч. — «живое, живущее» и ῥίζα с др.-греч. — «корень». Таким образом, Biorhiza может быть переведено на русский язык как «живущее в корне».
Видовой эпитет pallida образовано от латинского слова palleo («бледный»), что, возможно, отсылает к окраске насекомого. 

## Описание
Biorhiza pallida, как и многие другие цинипиды, в своём цикле развития имеет чередование агамного и двуполого поколений.
Самки полового поколения имеют длину тела 2,1–3,4 мм. Окраска полупрозрачного покрова от тёмно-коричневого до бледного желтовато-коричневого цвета. Тело покрыто бледными волосками. Глаза относительно крупные и выпуклые, тёмно-коричневого цвета. Простые глазки чуть светлее. Желтовато-коричневые усики состоят из 14 сегментов. Грудь полупрозрачна, желтовато-каштанового цвета с тёмными соединениями склеритов. Брюшко от тёмно- до желтовато-коричневого цвета, крупное и гладкое, сегментация слабо заметна. Брюшной шип гипопигия короткий, с торчащими волосками, что выступают за его кончик. Ножны яйцеклада не выступают вперёд. Конечности полупрозрачного желтовато-каштанового цвета, покрыты волосками. Крылья прозрачные, жилкование от желтоватого или тёмно-коричневого цвета, покрыты бледно-коричневыми волосками.
Самцы полового поколения достигают длины 2,1–3,5 мм. Имеют тёмно- или желтовато-каштановую голову со слегка зернистой текстурой с большими бледными глазами и тёмными простыми глазками. Усики состоят из 15 сегментов, их окраска варьируется от коричневатого до бледно-желтовато-каштанового цвета. Грудь полупрозрачного желтовато-каштанового, места соединения склеритов более тёмного цвета. Брюшко узкое, глубокое, угловатой формы, блестящего желтовато-каштанового или каштанового цвета. Конечности полупрозрачного бледного желтовато-каштанового цвета, покрыты волосками. Крылья прозрачные, с заметными тёмно-каштановыми жилками и волосками. 
Таким образом, половой диморфизм у Biorhiza pallida выражается в окраске глаз и форме брюшка. 
Особи агамного поколения имеют длину тела 4,8–6,3 см. Голова небольшая желтовато-коричневая, слегка пунктированная. Глаза меньше, чем у особей полового поколения, удлинённые, желтовато-коричневого цвета. Простые глазки небольшие, бледно-оранжевые. Усики состоят из 15 сегментов, яркого коричневого цвета с оранжевым оттенком. Брюшко крупное, блестящее, заметно сегментировано, желтовато-коричневого цвета.
Личинки, как и у многих перепончатокрылых, бледного цвета, без конечностей, с небольшой нехитинизированной головой. Тело C-образной формы.

## Биология
Жизненный цикл Biorhiza pallida связан с различными видами дубов. Как и в случае с другими орехотворками, в результате их жизнедеятельности на растении образуются галлы, в которых и происходит развитие насекомого. 
В жизненном цикле наблюдается чередование двух поколений: агамного (поколение бескрылых самок, способных к партеногенетическому размножению) и двуполого (поколение самок и самцов). 
Вылупление агамного поколения происходит в октябре-декабре или же марте следующего года в нижней части ствола дерева. Весной самки взбираются по стволу, откладывая при помощи яйцеклада несколько десятков яиц на молодые верхушечные и боковые почки дуба. 
В результате укола яйцекладом из почки образуется нарост (галл) округлой формы, который в обыденной жизни называется чернильный орешек или дубовое яблоко (подобное наименование применяется и к галлам обыкновенной дубовой орехотворки (Cynips quercusfolii), которые чаще образуются на листьях дуба). Подобные галлы образуются в мае. Галл заметный, его диаметр может достигать до 50 мм (5 см). Первоначально галл имеет кремовую окраску с ярко-розовыми и красноватыми участками и мягкую губчатую структуру. Внутри галла  располагается множество ячеек. В ячейках развиваются личинки полового поколения Biorhiza pallida. В одном галле может находиться до 30 особей, причём одного пола. Личинки питаются мякотью галла. В конце июня происходит созревание галла — тот приобретает светло-коричневую окраску и более хрупкую (похожую на бумагу) структуру. В июле-сентябре происходит вылупление двуполого поколения, таким образом, развитие длится 2–3 месяца. Покинутые галлы могут сохраняться некоторое время на ветвях дерева, оболочка галла зачастую усеяна множеством отверстий. Спустя время оболочка отпадает, на месте остаётся внутренняя твёрдая часть, покрытая множеством углублений, некогда бывшими ячейками.
Особи двуполого поколения спариваются, после чего самки приступают к откладке яиц. Для этого самка зарывается в почву вблизи комлевой части ствола дуба. Обнаружив небольшие боковые корешки дуба,  самка уколом яйцеклада откладывает одно яйцо. 
В результате образуется красноватый или коричневатый галл почти округлой формы, меньшего диаметра (8–10 мм), чем галл, образованный из почек. Иногда расположенные близко галлы образуются скопление диаметром до 30 мм (3 см). Внутри галла располагается одна большая ячейка, в которой развивается особь агамного поколения. Личинка агамного поколения так же питается мякотью галла. Галл созревает в октябре второго года. Выход агамного поколения происходит октябре-декабре с дальнейшей зимовкой под снегом либо же марте третьего года.
Таким образом, генерация двуполого поколения Biorhiza pallida составляет 1 год.

## Инквилинизм и паразитизм
Зачастую галлы как источник пищи и средство защиты полового поколения могут подвергаться заселению паразитическими и клептопаразитическами видами.  
Так, в случае с Biorhiza pallida галлы двуполого поколения (в кроне дерева) могут повторно заселяться другими цинипидами из подсемейства клептопаразитических орехотворок Synergini. Среди них инквилинизм галлов Biorhiza pallida двуполого поколения был отмечен у следующих видов: Synergus gallaepomiformis и Synergus umbraculus. Личинки Synergus питаются той же мякотью галла, что и личинки Biorhiza pallida, но в результате конкуренции за пищу возможна гибель отдельных личинок Biorhiza pallida.
Среди паразитов галлов двуполого поколения Biorhiza pallida отмечены следующие виды: 
Род Aprostocetus
- Aprostocetus aethiops
- Aprostocetus skianeuros

Род Baryscapus
- Baryscapus diaphantus

Род Cecidostiba
- Cecidostiba fungosa
- Cecidostiba semifascia

Род Eupelmus
- Eupelmus urozonus

Род Eurytoma
- Eurytoma brunniventris

Род Hobbya
- Hobbya stenonota

Род Megastigmus
- Megastigmus dorsalis

Род Mesopolobus
- Mesopolobus amaenus
- Mesopolobus dibius
- Mesopolobus sericeus
- Mesopolobus tibialis
- Mesopolobus xanthocerus

Род Ormyrus
- Ormyrus pomaceus

Род Sycophila
- Sycophula variegata

Род Torymus
- Torymus affinis
- Torymus auratus (ранее T. nitens)
- Torymus flavipes
- Torymus geranii

## Распространение
Biorhiza pallida обитает в Палеарктике на территории Европы, в том числе в районе Средиземноморья. На территории России Biorhiza pallida распространена в европейской части, ближе к югу.

## Галерея

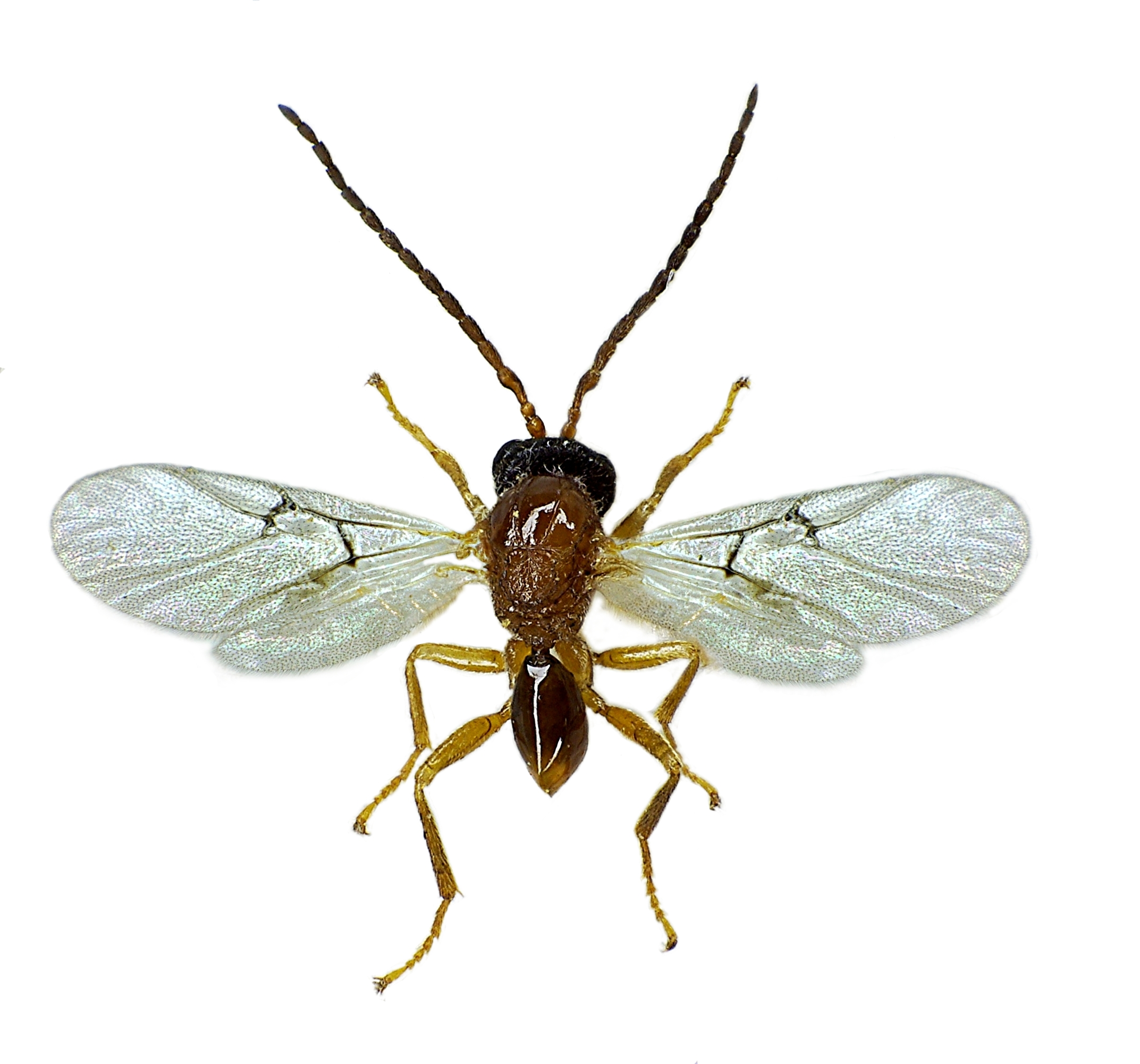
Самец двуполого поколения Biorhiza pallida
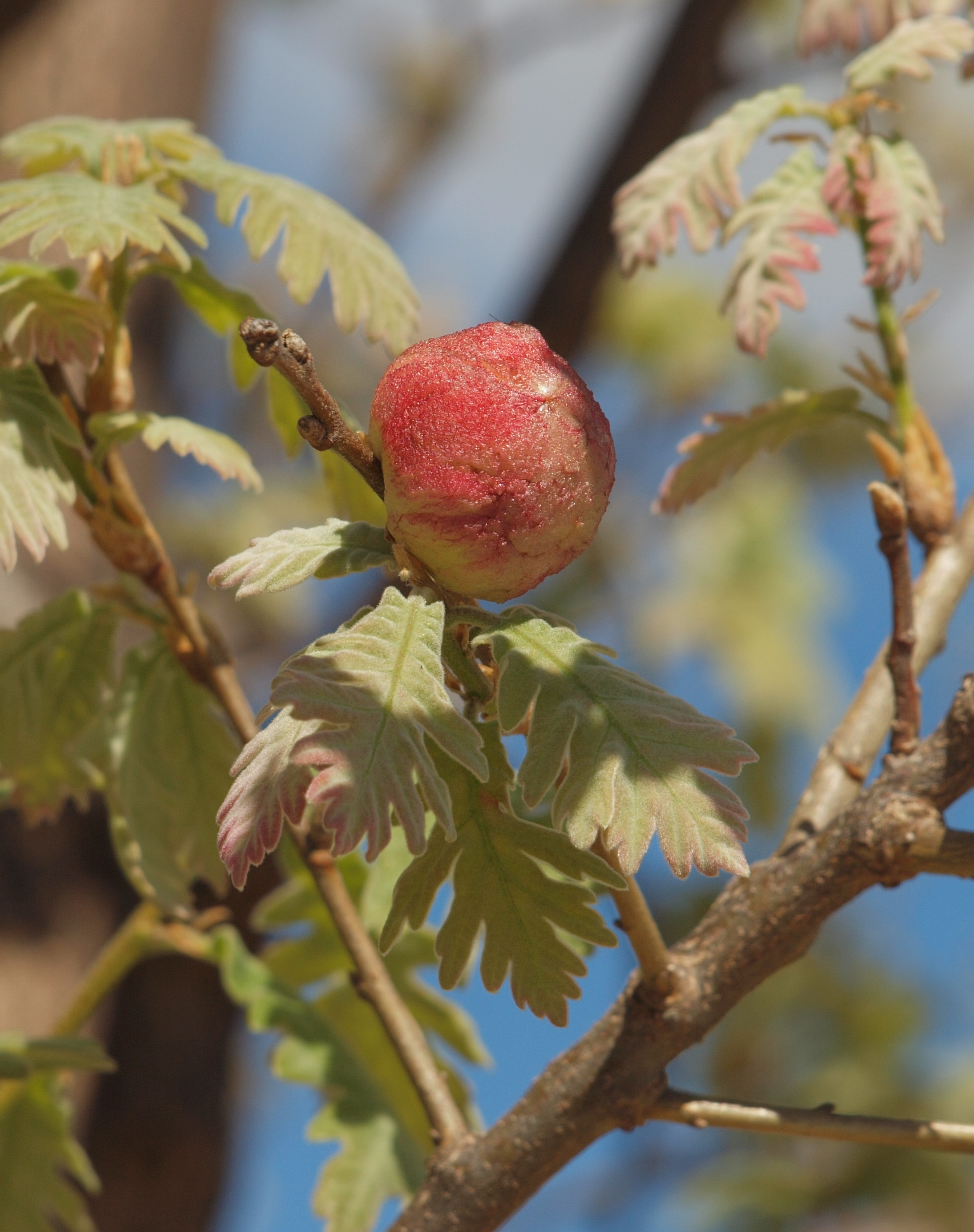
Галл на ветви дуба, в котором развиваются особи двуполого поколения
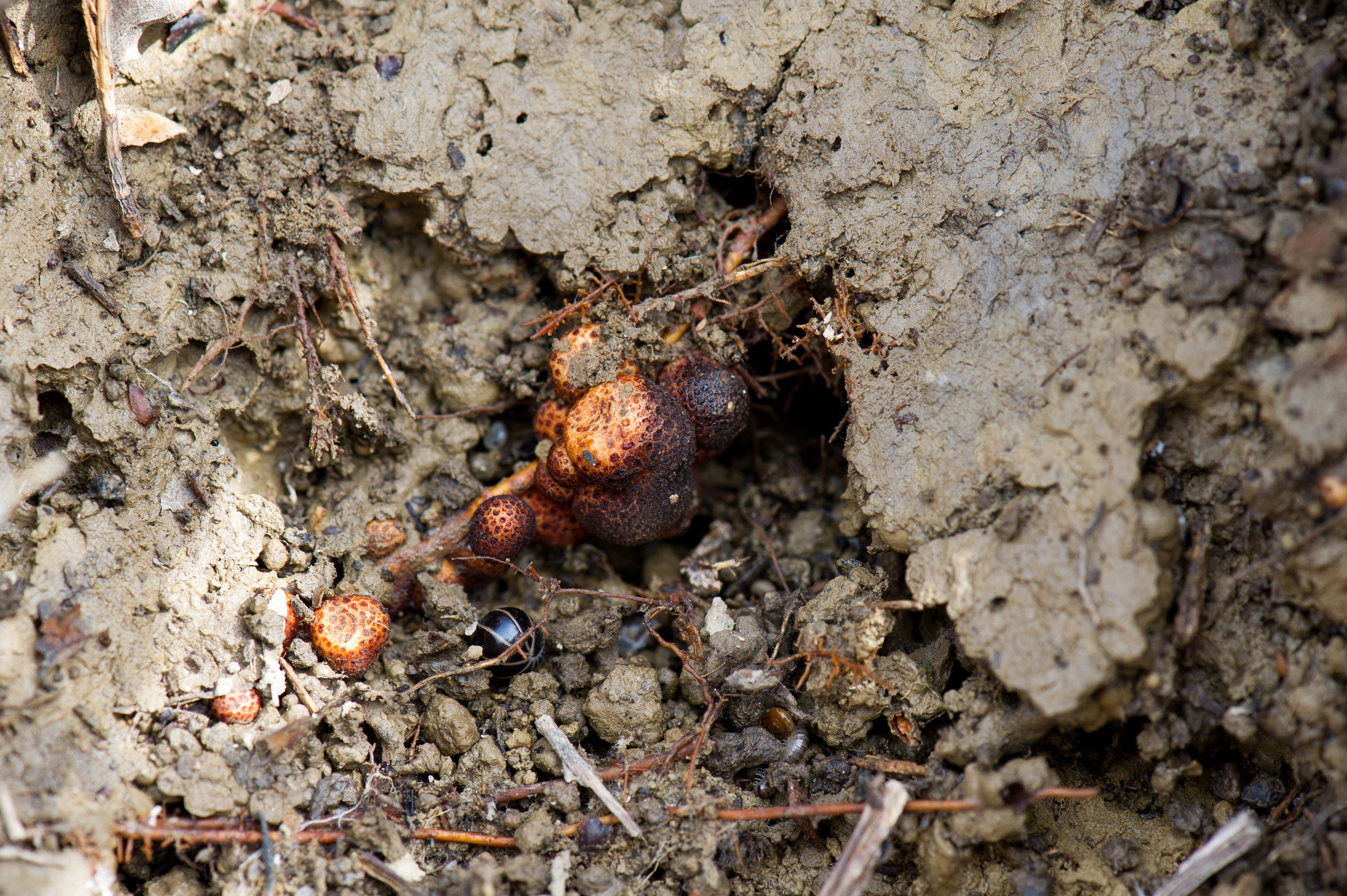
Скопление галлов на корнях дуба, в которых развиваются особи агамного поколения
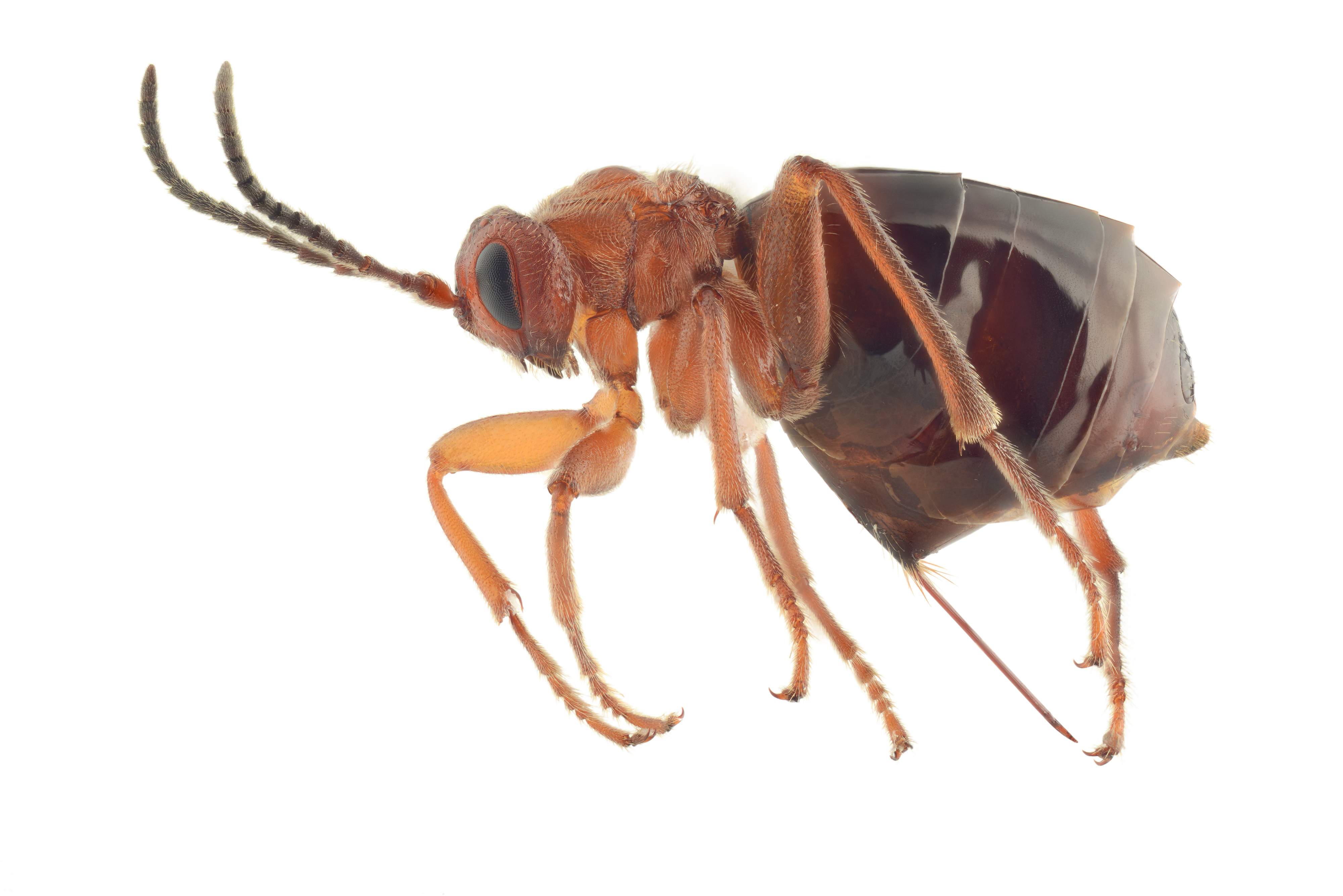
Бескрылая особь Biorhiza pallida агамного поколения